# 林中 (臺北市)
林中（1924年11月10日—？），台北市人，省轄市臺北市議會第四屆、第五屆、第六屆議員，臨時市議會第一屆議員，直轄市市議會第二屆、第三屆、第四屆議員。陂心林家三房林清富第四世長孫，其子林華隆、林華宗、林華新，其孫林國仁、林佳慶。